# Radana (hrušeň)

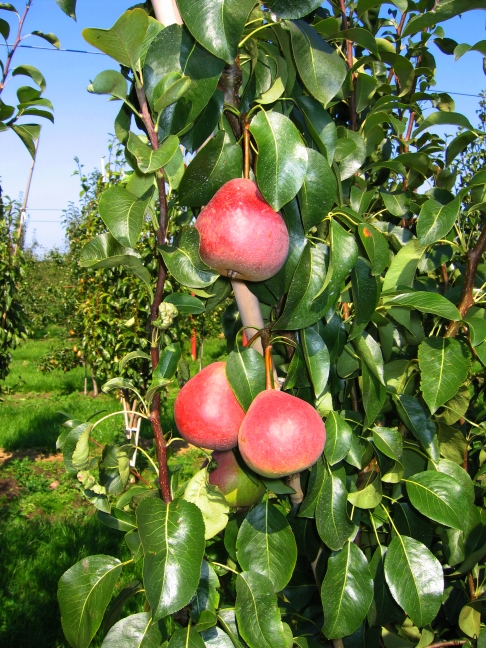

Radana (Pyrus communis 'Radana') je ovocný strom, kultivar druhu hrušeň obecná z čeledi růžovitých. Plody jsou řazeny mezi odrůdy letních hrušek, sklízí se v srpnu, dozrává v srpnu.

## Historie

### Původ
Byla vyšlechtěna J. Boumou v ČR v roce 1994, ve šlechtitelské stanici v Těchobuzicích. Odrůda je křížencem odrůd 'Avranšská' a 'Clappova'.

## Vlastnosti
Odrůda je cizosprašná. Vhodnými opylovači jsou odrůdy Williamsova, Clappova, Amfora, Decora, Nitra.

### Růst
Růst odrůdy je bujný, později střední. Habitus koruny je široká, nezahušťuje. Plodí na krátkých výhonech.

## Plodnost
Plodí středně brzy, hojně a pravidelně. Dozrává nerovnoměrně, a proto se doporučuje, probírka, nebo alespoň dvojnásobně opakovaná sklizeň. 

## Plod
Plod je široce kuželovitý, pravidelný, střední. Slupka hladká, žlutozeleně zbarvená s červeným líčkem, bez rzivosti. Dužnina je nažloutlá, šťavnatá, aromatická s lehce nakyslou chutí, sladká.

## Choroby a škůdci
Odrůda je považována za středně odolnou proti strupovitosti a odolná proti namrzání. Je středně náchylná (26,1–60,0 % napadených) vůči spále růžovitých.

## Použití
Je vhodná k přímé konzumaci. Odrůdu lze použít do středních a teplých poloh.